# Бобова
Бобо̀ва (на полски: Bobowa) е град в Южна Полша, Малополско войводство, Горлишки окръг. Административен център е на градско-селската Бобовска община. Заема площ от 7,18 км2.

## Население
Към 1880 г. селището има 164 къщи, с 1 266 жители, от които 785 римокатолици и 481 евреи.
Според данни от полската Централна статистическа служба, към 1 януари 2014 г. населението на града възлиза на 3 005 души. Гъстотата е 419 души/км2.